# Macropisthodon plumbicolor
Espèce
Synonymes
- Tropidonotus plumbicolor Cantor, 1839
- Trigonocephalus ellioti Jerdon, 1853
- Xenodon viridis Duméril & Bibron, 1854
- Amphiesma brachyurum Jan, 1865

Macropisthodon plumbicolor est une espèce de serpents de la famille des Natricidae.

## Répartition
Cette espèce se rencontre :
- en Birmanie ;
- en Inde au Gujarat, au Madhya Pradesh, au Maharashtra, au Karnataka au Kerala, au Tamil Nadu et en Andhra Pradesh ;

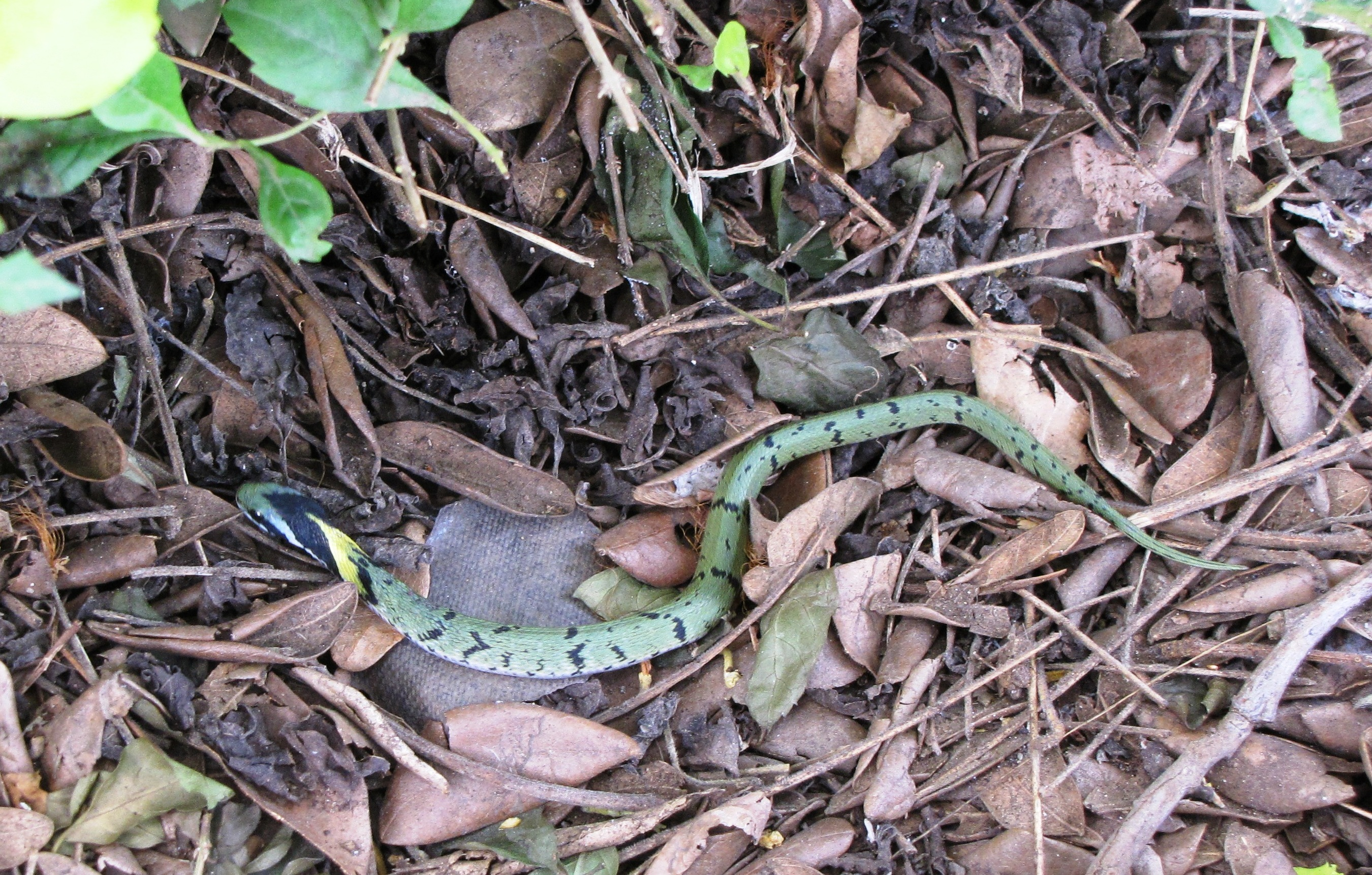
Macropisthodon plumbicolor

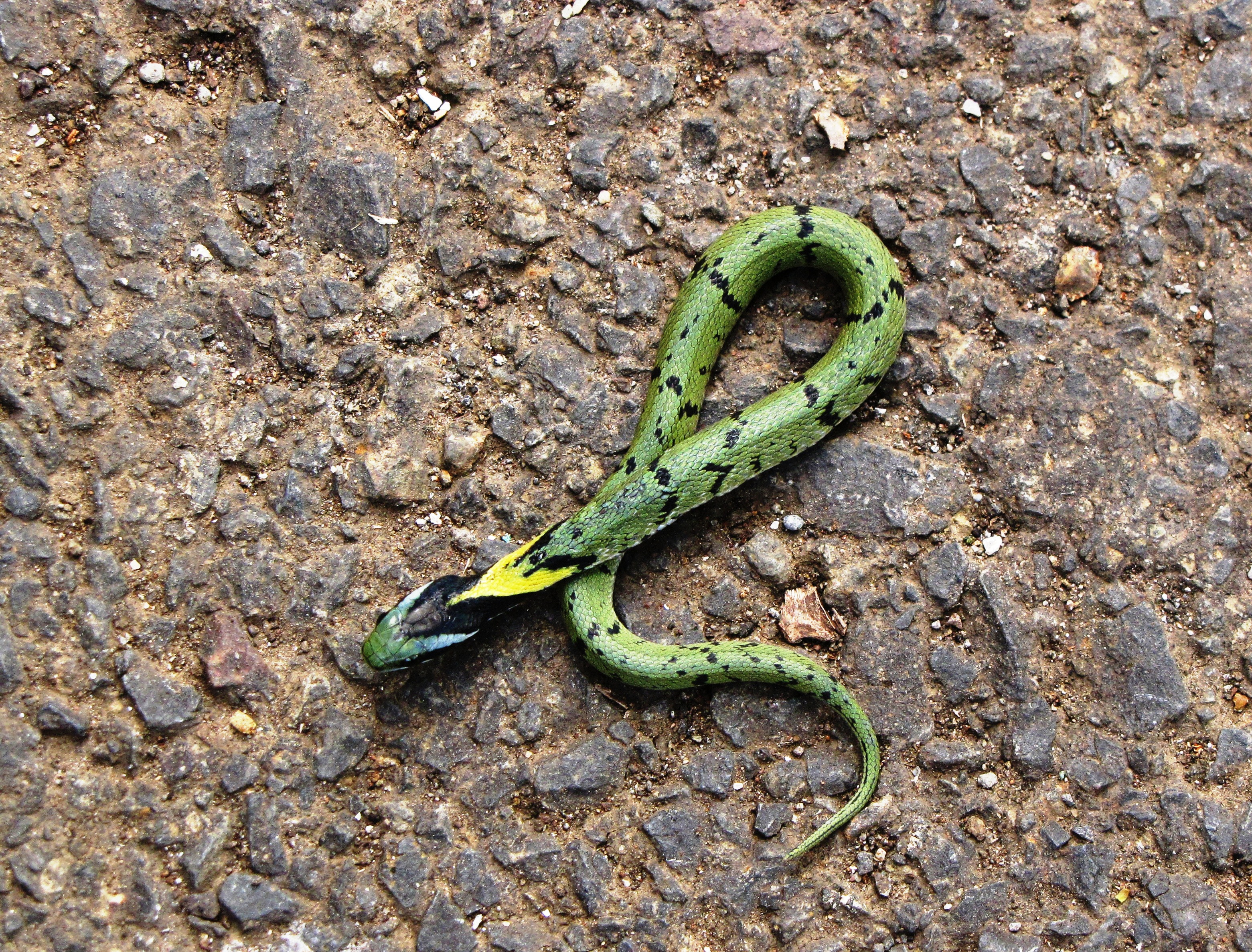
Macropisthodon plumbicolor

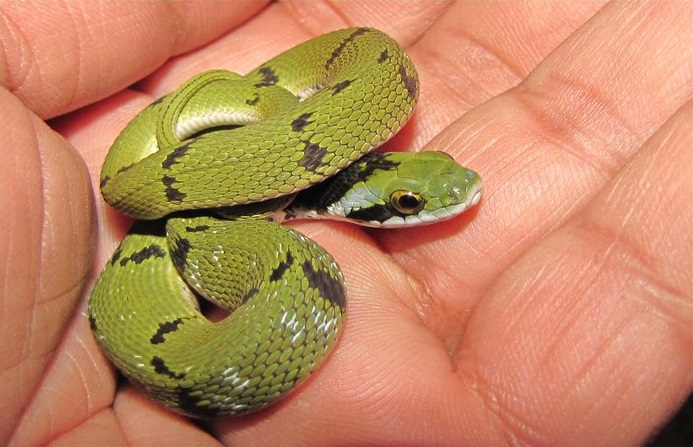
Macropisthodon plumbicolor

- au Sri Lanka ;
- au Pakistan.

## Liste des sous-espèces
Selon The Reptile Database (9 septembre 2013) :
- Macropisthodon plumbicolor plumbicolor (Cantor, 1839)
- Macropisthodon plumbicolor palabriya Deraniyagala, 1955

## Publication originale
- Cantor, 1839 : Spicilegium Serpentium Indicorum. part 1 Proceedings of the Zoological Society of London, vol. 1839, p. 31-34 (texte intégral).
- Deraniyagala, 1955 : A colored atlas of some vertebrates from Ceylon, vol. 3, no 7, p. 1-121.